# Ernest Aldrich Simpson
Ernest Aldrich Simpson (ur. 6 maja 1897, zm. 30 listopada 1958) – amerykański przedsiębiorca,  jeden z głównych udziałowców w firmie handlującej statkami ,,Simpson and Spencer” oraz drugi mąż skandalistki Wallis Simpson.

## Pochodzenie
Ernest Simpson urodził się w Nowym Jorku, jako drugie dziecko Charlotte Gaines i Ernesta Louisa Simpson. Simpsonowie w poprzednim pokoleniu byli religijną rodziną żydowską o nazwisku Solomon mieszkającą w Plymouth w południowo-zachodniej Anglii. Dziadek Ernesta, Leon Solomon urodził się około 1820 roku w Warszawie i jako dwudziestolatek wyemigrował do Londynu gdzie po kilku latach ożenił się z żydówką, Rose Joseph. Siódme dziecko Louisa i Rose, Ernest Louis podobnie jak ojciec opuścił dom rodzinny i udał się w 1873 roku do Ameryki gdzie zmienił nazwisko na Simpson. W 1880 roku Ernest Louis założył firmę handlującą statkami Simpson and Spencer, istniejącą do dziś pod nazwą Simpson, Spencer and Young. Trzy lata po przybyciu do Ameryki, Ernest Louis poślubił Charlotte Gaines, dziewiętnastoletnią córkę nowojorskiego prawnika.

## Wczesne lata
Rodzice Ernesta Aldricha Simpsona przypominali mu o jego amerykańsko-brytyjskich korzeniach, z których byli bardzo dumni. W wieku dwudziestu jeden lat Ernest postanowił przerwać naukę na Harvardzie i zamieszkać w Wielkiej Brytanii. W 1917 roku wstąpił w szeregi Coldstream Guards w randze podporucznika, lecz ostatecznie nie wziął udziału w wojnie i pozostał w Anglii, jako instruktor.
Pierwsze małżeństwo.
Pierwszą żoną Ernesta Aldricha Simpsona była Dorothea Dechert wywodząca się z rodu prawników i polityków. Para wzięła ślub w 1923 roku i mieszkała przez pięć lat na Upper East Side w Nowym Jorku. Małżonkowie mieli jedno dziecko, córkę Audrey oraz wychowywali córkę z poprzedniego związku Dorothea’i, Cynthię. W roku 1928, para po pięciu latach małżeństwa rozwiodła się z powodu nowej miłości Ernesta, Wallis Simpson.

## Drugie małżeństwo z Wallis Simpson
Drugą żoną Ernesta Aldricha Simpsona był Amerykanka, rozwódka Wallis Warfield Spencer(1896–1986). Para poznała się na spotkaniu towarzyskim u wspólnych przyjaciół, Raffarayów. Ernest Aldrich od samego początku znajomości z Wallis był żywo zainteresowany bliższymi kontaktami ze znaną i lubianą wśród nowojorskiej elity kobietą. Para pobrała się 21 lipca 1928 roku w Chelsea, po czym udali się w podróż poślubną do Francji i Hiszpanii. Małżonkowie poprzez swoje liczne kontakty towarzyskie w 1931 roku nawiązali przyjacielską znajomość z przyszłym następca tronu angielskiego, księciem Edwardem. Częste spotkania z przyszłym monarchą sprawiły, że żona Ernesta, Wallis Simpson nawiązała romans z księciem Windsoru. W 1933 roku podczas kolacji z księciem Edwardem, Ernest zgodził się na kompromis, w którym wyraził akceptację na romans swojej żony oraz zapewnił monarchę o przyszłym rozwodzie. Ernest Aldrich zgodził się także, aby cała wina za rozpad małżeństwa spadła na jego osobę oraz również zdecydował się wziąć udział w planie mającym na celu obarczyć go winą za rozpad małżeństwa. 21 lipca 1933 roku Ernest Simpson zarezerwował pokój w Hotel de Paris w Bray z kobietą identyfikującą się, jako Buttercup Kennedy oraz dał się nakryć służbie hotelowej na pozorowanej zdradzie.  27 października 1936 zostało ogłoszony warunkowy wyrok rozwodowy. Wynik rozprawy sądowej sprawił, że Wallis Simpson wraz z królem Edwardem VIII rozpoczęli starania o uzyskanie zgody od Parlamentu Angielskiego na ślub. Brak porozumienia z Parlamentem oraz niechęć społeczeństwa sprawiło, że Edward VIII zrzekł się korony angielskiej i 11 grudnia 1936 roku abdykował. Do końca życia Wallis i Ernest Aldrich utrzymywali kontakt listowy, w którym to Wallis wyśmiewała swojego obecnego partnera i z tęsknotą wspominała szczęśliwe chwile z Ernestem Aldrichem.

## Trzecie małżeństwo z Mary Kirk
Trzecią żoną Ernesta Aldricha była amerykanka Mary Kirk(1896-1941), córka zamożnych właścicieli amerykańskiej firmy wyrabiającej przedmioty ze srebra. Ernest i Mary poznali się dzięki Wallis Simpson, która była najlepszą przyjaciółką jego przyszłej żony. Para pobrała się 19 listopada 1937 roku, niepełne sześć miesięcy po rozwodzie Ernesta z Wallis Simpson. Mary i Ernest mieli jednego syna, Ernesta Henry’ego Child Simpsona, który w 1958 powrócił do nazwiska rodowego Solomon. Mary Kirk zmarła 2 października 1941 roku w swoim domu w Wiltshire.

## Czwarte małżeństwo
Czwartą żoną Ernesta Simpsona była Avril Leveson-Gower (1910 – 1978). Ślub pary odbył się w Londynie 12 sierpnia 1948 roku. Avril Simpson zginęła w wypadku samochodowym w Meksyku.

## Ciekawostki
- dzięki znajomości z księciem Edwardem udało się Ernestowi wstąpić do Londyńskiej loży masońskiej.
- wizerunek Ernesta jest przedstawiony w filmie: W.E (2011) oraz Wallis and Edward (2005)